# Jean Arnolds
Jean Arnolds, né le 7 mars 1904 à Baelen (Belgique) et mort exécuté le 28 août 1944  à Brandebourg-sur-la-Havel (Allemagne), est un prêtre catholique belge résistant.

## Biographie
Jean Arnolds est ordonné prêtre le 1er juillet 1928. Il enseigne ensuite au collège Patronné d’Eupen en tant que professeur de religion, de géographie et d’histoire. À partir de 1933, il exerce son ministère dans la paroisse Saint-Nicolas de la même ville.
Il est mobilisé dans l'armée en août 1939 et participe à la guerre en tant que brancardier en mai 1940. Après la défaite, il est envoyé à l'hôpital militaire de Saint-Amand, près de Gand.
Pendant l’été 1940, il est nommé vicaire de Montzen où il met progressivement en place un réseau d’aide aux évadés français en provenance des camps de prisonniers en Allemagne. La Gestapo le soupçonne et l'arrête le 22 juin 1943.
Jean Arnolds est d’abord interné à Aix-la-Chapelle. Le 27 avril 1944, il est transféré dans la prison de Brandebourg près de Berlin. Il y est condamné à mort en mai 1944 et guillotiné en août. Sur le registre mortuaire de la prison, une note manuscrite indique qu'il a été condamné à la peine capitale pour avoir, « comme vicaire de Montzen, en 1941 – 1942, et cela sans discontinuer, aidé les prisonniers de guerre français évadés à poursuivre leur évasion en leur offrant asile à l’église et au presbytère, en leur fournissant de l’argent et en leur indiquant le chemin de la frontière. Il s’agit d’au moins cinq cas où il a aidé des prisonniers de cette manière. »